# Capnograaf
Een capnometer is een meetinstrument dat wordt gebruikt voor het meten van de koolstofdioxideconcentratie  (CO2) in uitademingslucht, voornamelijk bij operatiepatiënten.  Is de capnometer voorzien van een toestel dat de gemeten waarden in een grafiek kan schrijven spreken we van een capnograaf. In de praktijk wordt vrijwel algemeen de term 'capnograaf' gebruikt ook al is er geen recorder voor het schrijven aanwezig. Met een capnograaf kan een capnogram worden gemaakt.

## Werking
De werking van de capnograaf berust op het principe dat gassen, in dit geval koolzuurgas, een zeer specifieke absorptie van bepaalde golflengten infrarood licht kennen.

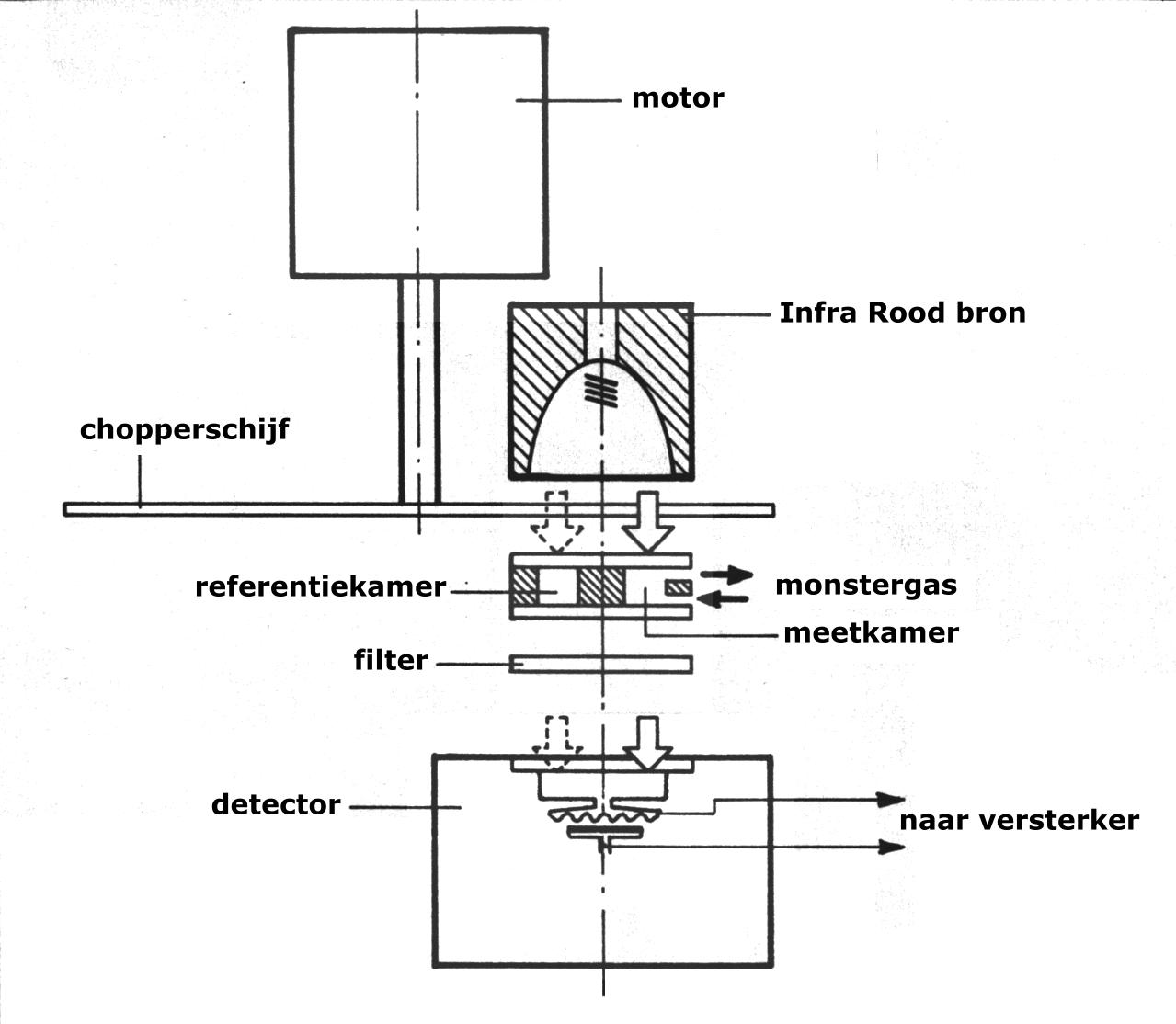
schematische opbouw capnometer

Een transparante meetkamer is geplaatst tussen een infrarood bron en een detector. Omdat de uitgezonden golflengte nauwkeurig wordt begrensd kan het verschil worden bepaald met het door de detector ontvangen signaal.  Deze zogenaamde verschilmeting resulteert na elektronische verwerking in een concentratiewaarde, meestal uitgedrukt in procenten van het volume of vol%.
Vrijwel alle capnometers zijn voorzien van een geperforeerde draaischijf tussen lichtbron en meetkamer, de chopper. Door de schijf te laten roteren ontstaat een patroon van lichtpulsen, dat wordt gebruikt als tijdbasis, een soort klok.
Uit het aantal pulsen kan bijvoorbeeld de ademfrequentie worden gemeten.

## Sidestream
Het te analyseren gas kan middels een pompje door een dun slangetje (sample line) naar de meetkamer worden geleid. Omdat deze meting buiten de directe ademgasstroom geschiedt noemt men dit de sidestreammethode.

## Mainstream
De meetkamer zelf kan ook direct in de ademgasstroom worden geplaatst. Dit heet de mainstreammethode.
Beide systemen hebben hun voor- en nadelen.

## Aanduidingen
De meeste moderne capnometers tonen de meetresultaten in digitale vorm in vol% of als partiële drukwaarde in kPa of mm Hg. Daarbij hebben veel toestellen een grafische display waarop het capnogram wordt getoond.
Op alle toestellen kan men een minimale en maximale grenswaarde instellen. Bij het overschrijden van een waarde klinkt een alarmsignaal.
Omdat de meting geschiedt in uitademingslucht wordt het meetresultaat aangeduid met de term ETCO2 (End Tidal CO2), dat is de waarde op het punt van diepste uitademing, de alveolaire concentratie.
Door het aantal golflengten dat door de bron wordt uitgezonden te vergroten kan een capnograaf geschikt worden gemaakt voor het meten van andere gassen zoals lachgas, zuurstof en anesthesiedampen.
De detector moet dan in staat zijn voor elk golflengtebereik de waarden apart te meten. Toestellen die meer gassen kunnen meten noemt men gasmonitors.
De normale waarde voor CO2 in uitademingslucht is 5,6 vol%. De meeste capnometers kennen een omschakelbare display dat het capnogram kan tonen met max 6 vol% dan wel 10 of 12%.